# Epigomphus flinti
Epigomphus flinti är en trollsländeart som beskrevs av Donnelly 1989. Epigomphus flinti ingår i släktet Epigomphus och familjen flodtrollsländor. IUCN kategoriserar arten globalt som starkt hotad. Inga underarter finns listade i Catalogue of Life.